# Enzo Artoni
Enzo Artoni (ur. 27 stycznia 1976 w Buenos Aires) – włoski tenisista pochodzenia argentyńskiego.

## Kariera tenisowa
Karierę zawodową Artoni rozpoczął w 1996 roku, a zakończył w 2006 roku.
W grze podwójnej Włoch triumfował w dwóch turniejach rangi ATP World Tour, w 2001 roku w Costa do Sauípe i w 2004 roku w Casablance. Dodatkowo osiągnął jeden finał rozgrywek ATP World Tour.
W rankingu gry pojedynczej Artoni najwyżej był na 372. miejscu (19 kwietnia 1999), a w klasyfikacji gry podwójnej na 69. pozycji (31 października 2005).

### Finały w turniejach ATP World Tour
| Nazwa                         |
| ----------------------------- |
| Wielki Szlem                  |
| Igrzyska olimpijskie          |
| Tennis Masters Cup            |
| ATP Masters Series            |
| ATP International Series Gold |
| ATP International Series      |

#### Gra podwójna (2–1)
| Końcowy wynik | Nr | Data             | Turniej         | Nawierzchnia | Partner                | Przeciwnicy                    | Wynik finału     |
| ------------- | -- | ---------------- | --------------- | ------------ | ---------------------- | ------------------------------ | ---------------- |
| Zwycięzca     | 1. | 16 września 2001 | Costa do Sauípe | Twarda       | Daniel Melo            | Gastón Etlis Brent Haygarth    | 6:3, 1:6, 7:6(5) |
| Finalista     | 1. | 30 września 2001 | Palermo         | Ceglana      | Emilio Benfele Álvarez | Tomás Carbonell Daniel Orsanic | 2:6, 6:2, 2:6    |
| Zwycięzca     | 2. | 23 maja 2004     | Casablanca      | Ceglana      | Fernando Vicente       | Yves Allegro Michael Kohlmann  | 3:6, 6:0, 6:4    |